# 1,3,4,6-四硫杂戊搭烯-2,5-二酮
1,3,4,6-四硫杂戊搭烯-2,5-二酮是一种有机化合物，化学式为C4O2S4。它可以和三硫化二硼反应，在甲苯回流生成生成1,3,4,6-四硫杂戊搭烯-2-酮-5-硫酮，固体加热生成1,3,4,6-四硫杂戊搭烯-2,5-二硫酮。它和二羰基五甲基环戊二烯基钴反应，可以得到脱羰基配体的有机钴衍生物。